# Suimanga de Hachisuka
El suimanga de Hachisuka (Aethopyga primigenia) és un ocell de la família dels nectarínids (Nectariniidae). Habita els boscos de les muntanyes de Mindanao, a les Filipines.